# Заслуженный архитектор Белорусской ССР
Заслуженный архитектор Белорусской ССР (бел. Заслужаны архітэктар Беларускай ССР) — почетное звание Белорусской ССР.
Присваивалась Указом Президиума Верховного Совета Белорусской ССР за большой вклад в развитие белорусской советской архитектуры.
Звание было установлено 14 июня 1968 года (через два месяца после учреждения звания Заслуженный архитектор РСФСР — 7 марта 1968).

## Персоны
- Бакланов, Михаил Иванович (1914—1990) — руководитель мастерской в Белгоспроекте. Звание присвоено в 1969 году.
- Лившиц, Мордух Носонович (1918—1998) — главный архитектор Белгоспроекта, Белкоммунпроекта и Белжилпроекта (1955—1978), главный специалист по архитектуре в Белгипроторге (1979—1982). Звание присвоено в 1969 году.
- Сысоев, Георгий Васильевич (1919—2010) — руководитель мастерской в институте «Минскпроект» (1960-66), главный архитектор проекта по строительству мемориального комплекса «Брестская крепость-герой» (1966—1971). С 1971 года — начальник отдела перспективного проектирования в «Минскпроекте».
- Шпит, Юрий Васильевич (1930—2010) — заместитель председателя Госстроя Белорусской ССР (1964—1975), глава Союза архитекторов Белорусской ССР (1970—1973). С 1975 года руководитель белорусского государственного научно-исследовательского и проектного института градостроительства. Звание присвоено в 1968 году.
- Березовский Александр Александрович — звание присвоено в 1990 г. — «За большой вклад в развитие белорусской советской архитектуры, создание и реализацию программы реконструкции исторических центров городов республики»[2]
- Мазничко Иван Николаевич — звание присвоено в 1990 г. — «За большие заслуги в развитии архитектуры и градостроительства»[3]

## Знак звания
15 ноября 1968 г. Президиум Верховного Совета БССР учредил единый нагрудный знак для лиц удостоенных почётных званий Белорусской ССР, с общим для всех знаков аверсом. На оборотной стороне знака указывалось наименование соответствующего почетного звания. Так на обороте знака «Заслуженный архитектор Белорусской ССР» указано «Заслужаны архітэктар БССР».